# 艾雷勒
艾雷勒（法語：Airel，法語發音：[eʁɛl]）是法国芒什省的一个市镇，属于圣洛区。

## 地理
艾雷勒（49°13'7"N, 1°4'46"W）面积10.17 平方千米，位于法国诺曼底大区芒什省，该省份为法国西北部沿海省份，西、北、东北三面环大西洋，东起顺时针与卡爾瓦多斯省、奧恩省、马耶讷省和伊勒-维莱讷省接壤。
与艾雷勒接壤的市镇（或旧市镇、城区）包括：利松、卡维尼、拉莫夫、埃勒河畔蒙、圣弗罗蒙、滨海伊西尼。

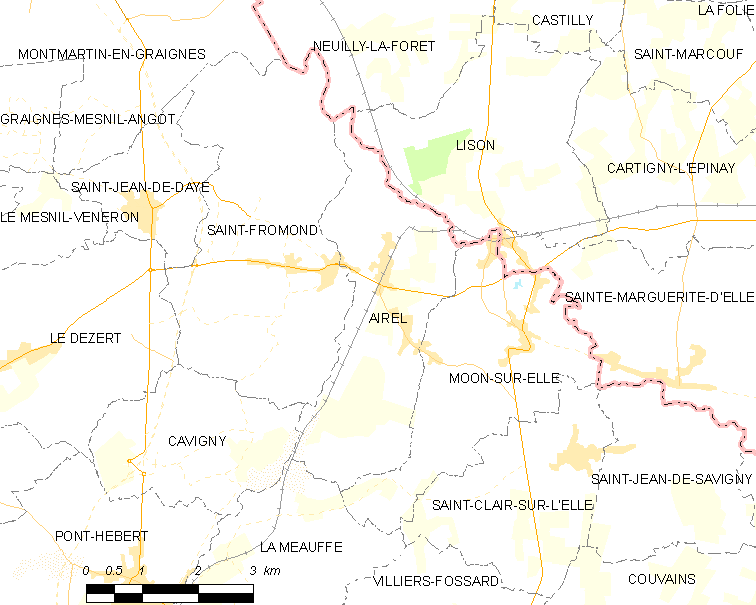
艾雷勒的OSM定位图

艾雷勒的时区为UTC+01:00、UTC+02:00（夏令时）。

## 行政
艾雷勒的邮政编码为50680，INSEE市镇编码为50004。

## 政治
艾雷勒所属的省级选区为蓬埃贝尔县。

## 人口

1962-2008年间艾雷勒人口变化图示

艾雷勒于2022年1月1日时的人口数量为527人。